# Poecilotheria uniformis
Poecilotheria uniformis là một loài nhện trong họ Theraphosidae.
Loài này thuộc chi Poecilotheria. Poecilotheria uniformis được Embrik Strand miêu tả năm 1913.